# Finlands damlandslag i volleyboll
Finlands damlandslag i volleyboll representerar Finland i volleyboll på damsidan. Laget har deltagit i VM en gång (1978) och slutade då på 21:a plats. De har deltagit i EM fyra gånger och som bäst blivit 12:a. Laget är det mest framgångsrika laget i nordiska mästerskapet med 12 segrar.

### Fotnoter
1. 1 2 3 4 5 6 7 8 9 10 11 12 13 14 15 16  ”Resultater Nordisk Mesterskap kvinner” (på norska). Norges Volleyballforbund. https://archive.is/20120525164206/http://www.volleyball.no/Volleyball/Sider/NVBF0311ResultaterNordiskMesterskapkvinner.aspx#selection-1479.12-1479.38. Läst 21 mars 2023.
2. ↑  ”1976/1977 Senior European Championships” (på engelska). Confédération Européenne de Volleyball. https://www-old.cev.eu/Competition-Area/competition.aspx?ID=302&PID=626. Läst 26 februari 2023.
3. ↑  ”1988/1989 Senior European Championships” (på engelska). Confédération Européenne de Volleyball. https://www-old.cev.eu/Competition-Area/competition.aspx?ID=308&PID=634. Läst 26 februari 2023.
4. ↑  ”HISTORY” (på engelska). Fédération Luxembourgeoise de Volleyball. https://novotelcup.lu/home/history. Läst 12 november 2023.
5. ↑  ”2017 CEV Volleyball European League - Women” (på engelska). Confédération Européenne de Volleyball. https://www-old.cev.eu/Competition-Area/competition.aspx?ID=989&PID=-2. Läst 24 juni 2024.
6. ↑  ”2018 CEV Volleyball European Golden League - Women” (på engelska). Confédération Européenne de Volleyball. https://www-old.cev.eu/Competition-Area/competition.aspx?ID=1090&PID=-2. Läst 29 oktober 2022.
7. ↑  ”2019 CEV Volleyball European Golden League - Women” (på engelska). Confédération Européenne de Volleyball. https://www-old.cev.eu/Competition-Area/competition.aspx?ID=1152&PID=-2. Läst 11 maj 2023.
8. ↑  ”CEV EuroVolley 2019  -  Women” (på engelska). Confédération Européenne de Volleyball. https://www-old.cev.eu/Competition-Area/competition.aspx?ID=1053&PID=-2. Läst 10 september 2022.
9. ↑  ”CEV EuroVolley 2019  -  Women” (på engelska). Confédération Européenne de Volleyball. https://www-old.cev.eu/Competition-Area/MatchPage.aspx?mID=46321&ID=1248&CID=7808&PID=1993. Läst 26 maj 2022.
10. ↑  ”Women  -  EuroVolley” (på engelska). Confédération Européenne de Volleyball. https://eurovolley.cev.eu/en/2023/women/#final-standing. Läst 10 september 2023.
11. ↑  ”CEV Volleyball European Silver League 2024  -  Women” (på engelska). Confédération Européenne de Volleyball. https://www.cev.eu/national-team/european-leagues/european-silver-league/women/2024/. Läst 20 juni 2024.